# HD 161955
HD 161955，又名CP-65 3507，SAO 254063、HR 6634，是一颗恒星，视星等为6.49，位于銀經328.03，銀緯-18.8，其B1900.0坐标为赤經17h 43m 18.6s，赤緯-65° -18.8′ 30″。